# Diocesi di Chersoneso di Europa
La diocesi di Chersoneso di Europa (in latino: Dioecesis Chersonensis in Europa) è una sede soppressa del patriarcato di Costantinopoli e una sede titolare della Chiesa cattolica.

## Storia
Chersoneso, nei pressi di Eksamil agli inizi della penisola di Gallipoli in Turchia, è un'antica sede vescovile della provincia romana di Europa nella diocesi civile di Tracia. Faceva parte del patriarcato di Costantinopoli ed era suffraganea dell'arcidiocesi di Eraclea.
Di questa antica diocesi è noto un solo vescovo, Pietro, che prese parte al concilio di Efeso del 449, conosciuto in storiografia come brigantaggio efesino.
Nelle Notitiae Episcopatuum del patriarcato, Chersoneso di Europa è documentata fino al XIV secolo. Tuttavia, a partire dalle Notitiae del X secolo, la diocesi è conosciuta con il doppio titolo di "Chersoneso o Esamilio", indizio di un probabile trasferimento della sede vescovile a Esamilio, già documentato nel concilio niceno del 787.
Dal 1933 Chersoneso di Europa è annoverata tra le sedi vescovili titolari della Chiesa cattolica; la sede è vacante dal 4 dicembre 1965.

## Cronotassi

### Vescovi greci
- Pietro † (menzionato nel 449)

### Vescovi titolari
- Carlos María Cafferata † (22 maggio 1956 - 11 luglio 1961 nominato vescovo di San Luis)[4]
- Felipe Santiago Benítez Ávalos † (10 agosto 1961 - 4 dicembre 1965 nominato vescovo di Villarrica)[5]